# Ешкапайнш
Ешкапайнш (порт. Escapães; МФА: [ʃ.kɐ.ˈpɐ̃jʃ]) — парафія в Португалії, у муніципалітеті Санта-Марія-да-Фейра. Розташована в західній частині країни, на теренах історичної португальської провінції Бейра. Входить до складу округу Авейру. За адміністративним поділом, чинним до 1976 року, терени парафії були складовою провінції Берегове Дору. Належить до Авейрівської діоцезії Католицької церкви. Патрон — Мартин Турський. Площа — 4,3040 км². Населення — 3309 ос. (2011). Середньо урбанізований регіон. Густота населення — 768,82 осіб/км²
. Код — 010904.

## Географія

Санта-Марія-да-Фейра (2013)
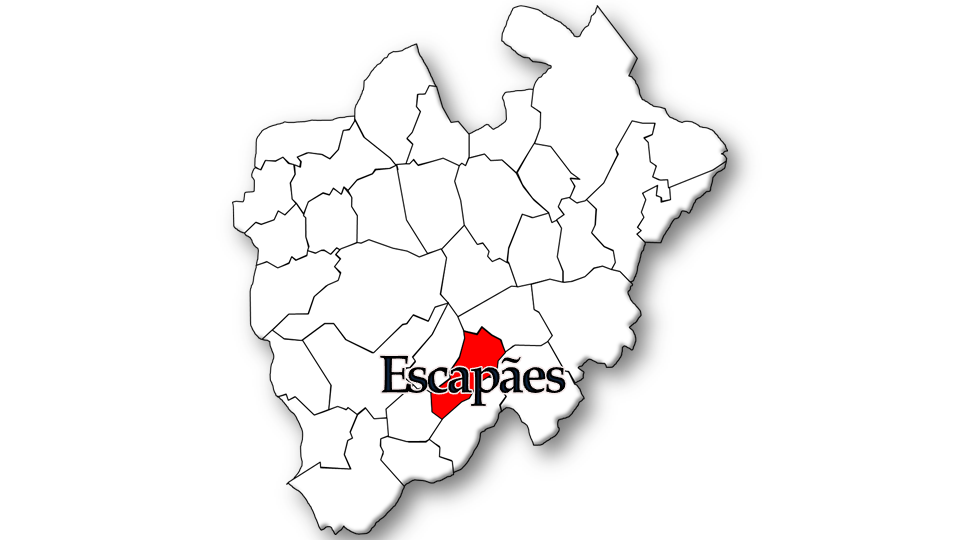
Ешкапайнш

## Населення
| Кількість мешканців | Кількість мешканців | Кількість мешканців | Кількість мешканців | Кількість мешканців | Кількість мешканців | Кількість мешканців | Кількість мешканців | Кількість мешканців | Кількість мешканців | Кількість мешканців | Кількість мешканців | Кількість мешканців | Кількість мешканців | Кількість мешканців |
| ------------------- | ------------------- | ------------------- | ------------------- | ------------------- | ------------------- | ------------------- | ------------------- | ------------------- | ------------------- | ------------------- | ------------------- | ------------------- | ------------------- | ------------------- |
| 1864                | 1878                | 1890                | 1900                | 1911                | 1920                | 1930                | 1940                | 1950                | 1960                | 1970                | 1981                | 1991                | 2001                | 2011                |
| 444                 | 452                 | 497                 | 552                 | 663                 | 702                 | 903                 | 1 115               | 1 458               | 1 981               | 2 240               | 2 632               | 2 979               | 3 028               | 3 309               |